# José Carlos Dias
José Carlos Dias (São Paulo, 1939) é um advogado criminalista e político brasileiro.

## Biografia
É graduado em direito pela Universidade de São Paulo (USP), tendo sido orador do Centro Acadêmico XI de Agosto e da turma de 1963.
Durante a ditadura militar, tornou-se conhecido como defensor de presos políticos, atuando diretamente na Justiça Militar.
Ao longo de sua carreira, exerceu as funções públicas:
- Presidente da Comissão Justiça e Paz da Arquidiocese de São Paulo;
- Secretário da Justiça do Estado de São Paulo durante o governo de Franco Montoro (março de 1983 - junho de 1986)
- Ministro da Justiça durante o governo Fernando Henrique Cardoso (julho de 1999 - abril de 2000)

Atualmente, é sócio do escritório Dias e Carvalho Filho - Advogados, conselheiro da Comissão Justiça e Paz de São Paulo, membro do conselho curador da Fundação Padre Anchieta e coordenador da Comissão Nacional da Verdade, de agosto a novembro de 2013., instituída pelo Governo Federal.
Em 2019 foi eleito presidente da Comissão de Defesa dos Direitos Humanos Dom Evaristo Arns - Comissão Arns para o biênio 2019-2021. 